# Tầng phiên
Tầng phiên là tầng thứ năm trong bảy tầng mô hình OSI. Tầng này đáp ứng các yêu cầu dịch vụ của tầng trình diễn và gửi các yêu cầu dịch vụ tới tầng giao vận.
Tầng phiên cung cấp một cơ chế để quản lý hội thoại giữa các tiến trình ứng dụng của người dùng cuối. Tầng này hỗ trợ cả lưỡng truyền (full duplex) và đơn truyền (half-duplex), và thiết lập các quy trình đánh dấu điểm hoàn thành (checkpointing), trì hoãn (adjournment), kết thúc (termination), và khởi động lại (restart).
Thông thường, tầng phiên hoàn toàn không được sử dụng, song có một vài chỗ nó có tác dụng. Ý tưởng là cho phép thông tin trên các dòng (stream) khác nhau, có thể xuất phát từ các nguồn khác nhau, được hội nhập một cách đúng đắn. Cụ thể, tầng này giải quyết những vấn đề về đồng bộ hóa, đảm bảo rằng không ai thấy các phiên bản không nhất quán của dữ liệu, hoặc những tình trạng tương tự.
Một chương trình ứng dụng trực quan rõ ràng là chương trình hội thoại trên mạng (web conferencing). Tại đây, chúng ta cần phải đảm bảo các dòng dữ liệu âm thanh và hình ảnh khớp nhau, hay nói cách khác, chúng ta không muốn gặp vấn đề lipsync (sự không đồng bộ giữa hình ảnh người nói và âm thanh được nghe thấy). Chúng ta cũng còn muốn "điều khiển sàn" (floor control), ví dụ như việc đảm bảo hình ảnh được xuất hiện trên màn ảnh và lời nói được tiếp âm là của người phát biểu, hoặc được chọn theo một tiêu chí nào đó khác.
Một ứng dụng lớn khác nữa là trong các chương trình truyền hình trực tiếp, trong đó các dòng âm thanh và hình ảnh, phải được hòa nhập với nhau một cách liền mạch, sao cho ta không có đến một nửa giây không phát hình hay nửa giây mà hai hình được phát đồng thời.
Tóm lại: tầng phiên thiết lập, quản lý, và ngắt mạch (phiên) kết nối giữa các chương trình ứng dụng đang cộng tác với nhau. Nó còn bổ sung thông tin về luồng giao thông dữ liệu (traffic flow information).

## Các ví dụ
- ADSP, AppleTalk Data Stream Protocol
- ASP, AppleTalk Session Protocol
- H.245, Call Control Protocol for Multimedia Communication
- iSNS, Internet Storage Name Service
- L2F, Laer 2 Forwarding Protocol
- L2TP, Layer 2 Tunneling Protocol
- NetBIOS, Network Basic Input Output System
- PAP, Printer Access Protocol
- PPTP, Point-to-Point Tunneling Protocol
- RPC, Remote Procedure Call Protocol
- RTP, Real-time Transport Protocol
- RTCP, Real-time Transport Control Protocol
- SMPP, Short Message Peer-to-Peer
- SCP, Secure Copy Protocol
- SSH, Secure Shell
- ZIP, Zone Information Protocol